# Hipparchia pallidior
Hipparchia pallidior är en fjärilsart som beskrevs av Tutt 1896. Hipparchia pallidior ingår i släktet Hipparchia och familjen praktfjärilar. Inga underarter finns listade i Catalogue of Life.